# 札幌市東区ヒグマ襲撃事件
札幌市東区ヒグマ襲撃事件（さっぽろしひがしくヒグマしゅうげきじけん）は、2021年（令和3年）6月18日、北海道札幌市東区で発生した熊害事件。
同区内で人間がヒグマに襲われたのは、1878年（明治11年）の札幌丘珠事件以来、143年ぶりのことであった。
札幌市にクマが出没すること自体は珍しくないが、大半は山に近接する西区や南区での出来事である。当事件で駆除作業に当たった斎藤羊一郎は、北海道猟友会札幌支部長を務めるハンター歴45年のベテランだったが、東区の住宅街が現場と聞いたときは耳を疑ったという。また「東区にクマはありえない」という先入観が、被害の拡大の一因となった可能性も指摘されている。

## 概要

### 前兆
事件の調査に当たった北海道立総合研究機構によると、ヒグマは札幌市の北に位置する増毛山地からやって来て、当別町経由で石狩川を渡り、市内に入った。そして伏籠川や水路、防風林などで姿を隠しながら南下し、東区の住宅街に到達したとみられる。
襲撃に先立つ5月29日、クマは石狩川と茨戸川が接するあたりの波連湖（）付近で目撃されていた。
6月1日と16日には、その近くでフンや足跡が見つかっている。

### 目撃
襲撃発生当日の6月18日、最初のクマ目撃情報があったのは午前2時15分のことで、北区篠路町上篠路の水路近くで南に歩いていくところを、通行人に通報された。
3時12分、東区内に入ったクマは、丘珠空港南側にある介護老人保健施設に設けられた防犯カメラに写り込んでいた。
3時28分、東区北31条東19丁目の路上にて再びクマが目撃され、5時過ぎのテレビニュースで報道された。

### 襲撃
3時台の目撃地点から約2キロメートル南方、東区北19条東16丁目の住宅街にて、76歳の男性はクマ目撃のニュースを受け、自宅の2階窓から周囲を確認したうえで、ごみを捨てに外出した。しかし5時55分ごろ、ごみ捨てを終えて50メートル先の自宅に戻ろうとした男性の前方、約15メートル離れた所にクマが現れた。当初のクマはゆっくりと歩いていたが、男性が走って逃げると、その後を追って走り出した。それからクマは、足がもつれて転倒した男性の背中を踏みつけて、そのまま走り去った。男性の背中と尻には、クマの両前足の爪が食い込んだものの、軽傷で済んだ。
第1の襲撃地点から約200メートル離れた北20条東16丁目の市営団地1階にて、81歳の女性は巡回してきたパトカーがクマに関する何事かを呼びかけているのを耳にしたが、「山のない東区にクマなんて」と思い、気にせずごみを捨てに外出した。6時15分、ごみ捨てを終えた直後の女性は突進してくるクマに気づき、悲鳴を上げた。振り向いて逃げようとした女性は、背中を突き飛ばされて2メートルほど吹き飛び、路上に倒れた。クマが女性の上を通り過ぎる際に前足が軽く背中に触れ、ひっかき傷ができたほか、両肘と両膝は地面に打ち付けたせいで翌日に鬱血することになった。
第3の被害者となった44歳の男性会社員は、前の2人と異なり全くクマ情報を得ておらず、通勤中に通りがかったイオン札幌元町ショッピングセンターの周辺に数台のパトカーが停まっているのを見ても、「店内でなにか事件でもあったのだろう」としか思わなかった。それから数分後の7時18分ころ、北33条東16丁目の路上でクマの襲撃を受け、肋骨を6本折り、140針を縫う大怪我を負わされた。3か月間の入院とリハビリを経て、男性会社員が職場に復帰するまでには、7か月の時間を要した。
陸上自衛隊丘珠駐屯地は、7時15分ころにクマ出没の警察情報を受け、ふだんは全開にしている正面の扉を半開にしていた。7時58分ころにクマが駆け寄ってきたため、警備中の男性自衛官が門扉を閉じようとしたものの、閉まり切る前にクマの頭が挟まり、前足でこじ開けられてしまった。自衛官の脇腹を噛んで軽い裂傷を負わせたのち、クマは駐屯地を横切って、丘珠空港東側の茂みに姿を消した。

### 駆除
第4の襲撃が起こるころには道警航空隊のヘリコプターが投入されており、クマの行方は上空から捕捉されていた。近くの畑の周囲に巡らされた深い側溝を抜けたクマは、丘珠駐屯地から300メートルほど北にある、広さ30メートル×50メートルほどの緑地で動きを止めた。
斎藤らハンターたちが現地の茂みに入ってみたが、反対側まで突き抜けて探しても、クマが通過時に草を倒した痕跡が見つからない。そこで次に、クマが通路代わりにした側溝を調べてみると足跡が見つかり、這い上がったと思われる場所からは倒れている草の跡が続いていた。ところが、その草の跡は20メートルほどで消えており、斎藤は標的のクマが「止め足」と呼ばれる技法を使ったと推測した。追跡されているクマが自らの足跡を踏みながら後退し、途中から脇に跳ぶことで行方をくらます技のことである。
やがて、クマを見失ったまま1時間が経過した。ヘリコプターが低空飛行して風を巻き起こし、草を薙ぎ倒してみても、まだクマは出てこない。だが、最後に行った茂みの捜索も空振りに終わったと思われたところで、現場から逃げ去ろうとするクマの姿が見つかり、斎藤らの手によって仕留められた。11時16分のことである。
こうして、機動隊を含む警察官105名、車両39台、ヘリコプター3機を投入する大掛かりな捜索の果てに事件は終結した。駆除されたクマは、体長161センチメートル、体重158キログラムの、4歳の雄であった。餌を求めて人の活動範囲に踏み込んだ結果、人慣れが進んで市街地まで出てきてしまう典型的なクマの行動様式とは異なっており、雄が雌を求めて南下した果てに、北へ戻ろうとして、たまたま進みたい方向にいる人を襲ったと考えられる。

## 札幌市の対応
札幌市が東区のクマ出没情報を把握したのは6月18日の午前4時45分、札幌東警察署からの連絡を受けたときだった。市は東区に1台ある広報車を出し、続いて消防車両13台を順次出動させて巡回させた。しかし広報車が出た時刻は、第1の襲撃と同じ5時55分であったため、出遅れ感は否めない。
また、市の公式LINEの防災情報でクマ出没を発信したのは、すでに4人が襲われた後の9時ごろであり、速報性は発揮されなかった。
こうした教訓から、札幌市はクマ出没の連絡を受け次第、職員を現地に派遣して真偽を確認し、必要ならば現地から公式LINEでの情報発信を行えるように体制の見直しを図った。また、新たにYahoo!防災速報での情報発信も視野に入れられた。
一方、アナログ面での情報発信も強化され、市街地にヒグマが出没した際は、各区に1台ずつある広報車を集中投入することが決められている。